# Naturbahnrodel-Europameisterschaft 2006
Die 21. FIL Naturbahnrodel-Europameisterschaft fand vom 27. bis 29. Januar 2006 im österreichischen Umhausen auf der Naturrodelbahn Grantau statt.

## Technische Daten der Naturrodelbahn
| Name                   | Naturrodelbahn Grantau |
| Start                  | 1160 m ü. A.           |
| Ziel                   | 1040 m ü. A.           |
| Höhendifferenz         | 0.120 m                |
| Durchschnittl. Neigung | 0.012,1 %              |
| Länge                  | 1.000 m                |

## Einsitzer Herren
| Platz | Name                  | Zeit          |
| ----- | --------------------- | ------------- |
| 01    | Gernot Schwab         | 3:51,46 min   |
| 02    | Thomas Schopf         | + 01,58 s     |
| 03    | Patrick Pigneter      | + 01,64 s     |
| 04    | Florian Breitenberger | + 01,88 s     |
| 05    | Andreas Castiglioni   | + 01,90 s     |
| 06    | Gerald Kammerlander   | + 02,58 s     |
| 07    | Martin Psenner        | + 02,95 s     |
| 08    | Christian Schwarz     | + 03,17 s     |
| 09    | Anton Blasbichler     | + 03,56 s     |
| 10    | Florian Batkowski     | + 04,39 s     |
| 11    | Daniel Quitta         | + 04,62 s     |
| 12    | Robert Batkowski      | + 04,70 s     |
| 13    | Philipp Wagner        | + 04,77 s     |
| 14    | Georg Maurer          | + 04,78 s     |
| 15    | Marcus Grausam        | + 04,91 s     |
| 16    | Gerhard Pilz          | + 05,05 s     |
| 17    | Thomas Kammerlander   | + 05,33 s     |
| 18    | Dominik Wagner        | + 05,54 s     |
| 19    | Björn Kierspel        | + 06,41 s     |
| 20    | Christian Wichan      | + 06,61 s     |
| 21    | Žiga Pagon            | + 06,82 s     |
| 22    | Alexei Lebedew        | + 07,38 s     |
| 23    | Ervin Marn            | + 07,53 s     |
| 24    | Florian Clara         | + 08,56 s     |
| 25    | Iwan Lasarew          | + 08,69 s     |
| 26    | Damian Waniczek       | + 08,82 s     |
| 27    | Adam Jędrzejko        | + 10,94 s     |
| 28    | Jure Potočnik         | + 12,12 s     |
| 29    | Julien Schultz        | + 13,28 s     |
| 30    | Pawel Porschnew       | + 14,90 s     |
| 31    | Galabin Bozew         | + 15,06 s     |
| 32    | Juri Harzula          | + 15,50 s     |
| 33    | Andrzej Laszczak      | + 15,77 s     |
| 34    | Jewhen Prysjaschnjuk  | + 16,11 s     |
| 35    | Piotr Kobza           | + 16,12 s     |
| 36    | René Uhlmann          | + 17,21 s     |
| 37    | Jan Zaoral            | + 20,61 s     |
| 38    | Slatomir Sdrawkow     | + 22,71 s     |
| 39    | Ihor Senjuk           | + 26,65 s     |
| 40    | Yanislaw Urumow       | + 31,62 s     |
| 41    | Witalij Sacharow      | + 35,71 s     |
| 42    | Petar Sawow           | + 39,48 s     |
| 43    | Tschawdar Arsow       | + 40,87 s     |
| --    | Denis Alimow          | DNS (2. Lauf) |

Datum: 28. Januar (1. und 2. Wertungslauf) und 29. Januar 2006 (3. Wertungslauf)
Der Österreicher Gernot Schwab gewann mit Bestzeiten in allen drei Wertungsläufen die Goldmedaille. Auf Platz zwei ein weiterer Österreicher, Thomas Schopf, der seine erste Medaille bei Großereignissen gewann. Er blieb sechs Hundertstelsekunden vor dem Bronzemedaillengewinner Patrick Pigneter aus Italien, der zwar im zweiten und dritten Wertungslauf die zweitschnellste Zeit erzielte – während Schopf nur jeweils Fünfter wurde – aber bereits im ersten Lauf zu viel Zeit auf Schopf verloren hatte. Der Titelverteidiger Gerhard Pilz wurde 16.

## Einsitzer Damen
| Platz | Name                    | Zeit        |
| ----- | ----------------------- | ----------- |
| 01    | Christa Gietl           | 3:56,16 min |
| 02    | Imelda Gruber           | + 00,03 s   |
| 03    | Renate Gietl            | + 00,48 s   |
| 04    | Melanie Batkowski       | + 01,05 s   |
| 05    | Jekaterina Lawrentjewa  | + 01,85 s   |
| 06    | Sabine Kogler           | + 03,12 s   |
| 07    | Tamara Schwarz          | + 03,40 s   |
| 08    | Marlies Wagner          | + 03,81 s   |
| 09    | Michaela Maurer         | + 04,34 s   |
| 10    | Melanie Schwarz         | + 04,93 s   |
| 11    | Anna Braun              | + 05,15 s   |
| 12    | Julija Wetlowa          | + 05,95 s   |
| 13    | Kinga Gawlas            | + 08,26 s   |
| 14    | Tina Unterberger        | + 09,58 s   |
| 15    | Elisabeth Groll         | + 11,41 s   |
| 16    | Živa Janc               | + 14,13 s   |
| 17    | Ljudmila Astramowitsch  | + 17,50 s   |
| 18    | Olga Sidorowa           | + 17,78 s   |
| 19    | Wera Serhejewa          | + 25,52 s   |
| 20    | Laryssa Leschtschyschyn | + 42,00 s   |
| 21    | Oksana Jelessina        | + 54,91 s   |

Datum: 28. Januar (1. und 2. Wertungslauf) und 29. Januar 2006 (3. Wertungslauf)
Die Italienerin Christa Gietl konnte mit Laufbestzeit im dritten Durchgang ihren Rückstand aus den ersten beiden Läufen wettmachen und siegte drei Hundertstelsekunden vor ihrer Teamkollegin Imelda Gruber, die den ersten Lauf gewonnen hatte. Renate Gietl lag nach der Bestzeit im zweiten Lauf vor dem Finaldurchgang in Führung, verlor in diesem aber viel Zeit und wurde letztlich Dritte. Die Titelverteidigerin und große Favoritin Jekaterina Lawrentjewa aus Russland, die sämtliche Weltcuprennen der Saison gewonnen hatte, wurde Fünfte.

## Doppelsitzer
| Platz | Name                                       | Zeit        |
| ----- | ------------------------------------------ | ----------- |
| 01    | Pawel Porschnew – Iwan Lasarew             | 2:43,62 min |
| 02    | Christian Schatz – Gerhard Mühlbacher      | + 01,46 s   |
| 03    | Denis Alimow – Roman Molwistow             | + 01,86 s   |
| 04    | Thomas Weiss – Andreas Leiter              | + 02,30 s   |
| 05    | Günther Innerbichler – Johannes Hofer      | + 02,35 s   |
| 06    | Christian Schopf – Andreas Schopf          | + 02,53 s   |
| 07    | Reinhard Beer – Herbert Kögl               | + 03,15 s   |
| 08    | Alexander Jegorow – Pjotr Popow            | + 03,58 s   |
| 09    | Andrzej Laszczak – Damian Waniczek         | + 03,99 s   |
| 10    | Christoph Knauder – Thomas Knauder         | + 05,86 s   |
| 11    | Adam Jędrzejko – Piotr Kobza               | + 07,11 s   |
| 12    | Galabin Bozew – Slatomir Sdrawkow          | + 12,36 s   |
| 13    | Jewhen Prysjaschnjuk – Juri Harzula        | + 14,56 s   |
| 14    | Konstantin Larionow – Jewgeni Issatschenko | + 18,53 s   |

Datum: 28. Januar 2006 (beide Wertungsläufe)
Die Titelverteidiger Pawel Porschnew und Iwan Lasarew aus Russland wurden mit Bestzeiten in beiden Wertungsläufen zum zweiten Mal Europameister im Doppelsitzer. Mit der jeweils zweitbesten Laufzeit gewannen die Österreicher Christian Schatz und Gerhard Mühlbacher die Silbermedaille. Zwar nur die jeweils viertbeste Laufzeit erzielten die Russen Denis Alimow und Roman Molwistow, erreichten damit in der Endwertung aber den dritten Platz.

## Medaillenspiegel
| Platz | Land       | Gold | Silber | Bronze | Gesamt |
| ----- | ---------- | ---- | ------ | ------ | ------ |
| 1.    | Österreich | 1    | 2      | —      | 3      |
| 2.    | Italien    | 1    | 1      | 2      | 4      |
| 3.    | Russland   | 1    | —      | 1      | 2      |